# Костромічова Алла
Костромічова Алла (нар. 11 червня, 1986 року, Севастополь, Кримська область, Українська РСР, СРСР)  — українська модель та телеведуча.     
За свою кар'єру Костромічова багаторазово визнавалась однією з найуспішніших українських моделей. Впродовж своєї кар'єри вона співпрацювали з такими брендами як Givenchy, Hermes, Louis Vuitton, Alexander McQueen, MAC, Lanvin, Christian Dior, Armani, Saint Laurent, Dsquared2, Calvin Klein та Bottega Veneta.     
У 2009 році Алла Костромічова встановила рекорд за найбільшу кількість показів серед моделей за один сезон та стала однією з муз Александра Макквіна. У жовтні 2012 року створила власне модельне агентство «Kostromichova Mother Agency».    
У 2014 році вона стала ведучою та суддею шоу «Супермодель по-українськи», яке вела протягом всіх 7 сезонів.     

## Життєпис

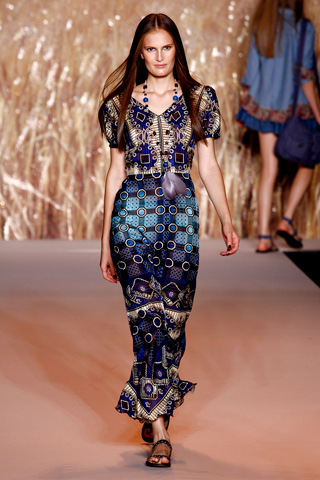
Алла Костромічова в 2011 році на Тижні моди в Нью-Йорку.

Алла Костромічова народилась 11 червня 1986 року в Севастополі. Вона закінчила Севастопольський національний технічний університет, де під час навчання почала брати участь у модельних кастингах. На другому курсі вона підписала контракт з міланським модельним агентством «Why Not».   
У березні 2008 року Костромічова дебютувала на подіумі в Парижі на показі від модного будинку Givenchy. Після закінчення університету з червоним дипломом у 2009 році вона переїхала до Нью-Йорка і приєдналася до модельного агентства «Women». За перший сезон на новому місці Костромічова взяла участь у 55 показах, зокрема відкривши шоу для Yves Saint Laurent та Alexander McQueen. Це досягнення стало абсолютним рекордом серед моделей. Дизайнер Александр Макквін особисто запросив Костромічову відкрити свій показ, назвавши її своєю музою. У цьому ж році вона потрапила до списку із 10 найуспішніших моделей світу за версією сайту Models.com, а українське видання журналу Elle назвало її найкращою моделлю країни. У березні 2010 року вона взяла участь у посмертних показах Александра Макквіна. У травні того ж року вона знялась для японської редакції журналу Vogue, фотосесія з нею увійшла до освітньої програми нью-йоркської Нової школи дизайну Парсонса.   
У жовтні 2012 року під час «Mercedes-Benz Kiev Fashion Days» з'явився запит на кастинг нових моделей, який організувала Алла Костромічова. Так вона створила власне модельне агентство під назвою «KModels», яке в майбутньому було перейменоване на «Kostromichova Mother Agency».   
У червні 2014 року стало відомо, що Алла Костромічова була затверджена на роль ведучої та судді шоу «Супермодель по-українськи» на «Новому каналі», яке вона вела протягом всіх 7 сезонів. Хоча шоу стартувало з невисокими показниками, у майбутньому воно визнавалось як одна з точок росту каналу, загалом збираючи понад 12% українських телеглядачів у свій час показу.   
Протягом своєї кар'єри Костромічова співпрацювала з такими брендами, як Givenchy, Hermes, Louis Vuitton, Alexander McQueen, MAC, Lanvin, Christian Dior, Armani, Saint Laurent, Dsquared2, Calvin Klein та Bottega Veneta. Вона неодноразово була названа однією з найуспішніших українських моделей. У 2017 році американське видання Vogue визнало Костромічову одним з найбільш впізнаваних облич України.